# Tần nương thất
"Tần nương thất" được biết đến với tên khác "Nỗi buồn con gái" là vở cải lương tâm lý xã hội nổi tiếng của bộ đôi soạn giả Hà Triều - Hoa Phượng. Ra mắt vào thập niên 1960 vở được NSND Bạch Tuyết thể hiện thành công và đoạt giải Thanh Tâm năm 1965.

## Nội dung
Nội dung kể về hoàn cảnh ngang trái của cô vũ nữ tên Tần, sống trong căn biệt thự mang tên Tần nương thất do người chồng quá cố để lại. Từ đây cô cặp với gã tình nhân làm nghề y tên Sơn nhưng cô không tìm thấy tình yêu ở người này.
Trần Lộ là em chồng của Tần, y có tình cảm với chị dâu và luôn tìm mọi cách để chiếm được tình cảm của Tần. Cô có tình cảm với Đảnh là con nuôi của người chồng quá cố, trải qua nhiều ngăn cấm cuối cùng hai người sống hạnh phúc với nhau.

## Chuyển thể
Năm 2015, vở được biên kịch Thanh Hương và đạo diễn Chu Thiện chuyển thể thành phim dài 30 tập, phát sóng trên SCTV14. Với sự tham gia của các diễn viên Trương Minh Quốc Thái, Diễm Châu, Nhật Cường, Mai Huỳnh...

## Thành tựu
— NSND Bạch Tuyết
Tần nương thất là kịch bản hợp soạn cuối cùng của hai soạn giả Hà Triều – Hoa Phượng, ngay lần biểu diễn trên sân khấu Dạ Lý Hương, vở được ban tuyển chọn Giải Thanh Tâm bầu chọn là vở diễn hay nhất vào năm 1965, cùng năm đó NSND Bạch Tuyết đoạt "Huy chương vàng" giải Thanh Tâm với vai Tần nương. Năm 2011, bà dựng lại vở cải lương tại rạp Thủ đô (quận 5, TPHCM) với vai trò là đạo diễn với sự tham gia của các nghệ sĩ: Tú Sương, Kim Tử Long, Trọng Phúc, Điền Trung...